# Chapni
Chapni (en arménien Չափնի) est une communauté rurale du marz de Syunik en Arménie. En 2008, elle compte 59 habitants.